# 伊麗莎白·阿貝格
路易斯·威廉明·伊麗莎白·阿貝格（德語：Luise Wilhelmine Elisabeth Abegg，德語：[eˈliːzabɛt ˈaːbɛk] ⓘ，1882年3月3日—1974年8月8日）是一名德國教育家和抵抗納粹主義的鬥士。她在納粹大屠殺期間為約80名猶太人提供庇護，因此被認定為國際義人。

## 生平
阿貝格於1882年出生在德國史特拉斯堡，父親是法學家約翰·弗里德里希·阿貝格（Johann Friedrich Abegg），母親是瑪麗·卡洛琳·伊麗莎白·阿貝格（Marie Caroline Elisabeth Abegg）。1912年，她進入萊比錫大學就讀，主修歷史、古典語言學和羅曼語研究，並於1916年取得博士學位。1918年，亞爾薩斯地區被法國收回，她遷居柏林。在柏林，她參與了由貴格會組織的戰後救濟工作。她於1924年在柏林路易斯體育學校（Luisengymnasium Berlin）任教，是德國民主黨的活躍成員。
1933年阿道夫·希特勒上台後，阿貝格公開批判納粹政權。她因批評而被調到另一所學校作為懲罰，並在1938年受到蓋世太保的盤問。1941年，她被迫從教職中退休，並於同年正式皈依貴格會。1942年，她開始幫助受迫害的猶太人尋找安全的庇護所。她建立了一個廣泛的救助者網絡，包括她的貴格會朋友和她以前的學生，為藏匿的猶太人提供住宿。阿貝格在她與母親和殘障妹妹合住的滕珀爾霍夫公寓以及鄰近的空置公寓裡暫時收容了數十個猶太人，並在柏林、東普魯士和亞爾薩斯各地為他們找到永久住所。她變賣自己的珠寶來支付一些猶太人逃到瑞士的費用，並在自己的公寓裡教導藏匿的猶太兒童。1942年至1945年間，她總共收容了約80名猶太人。

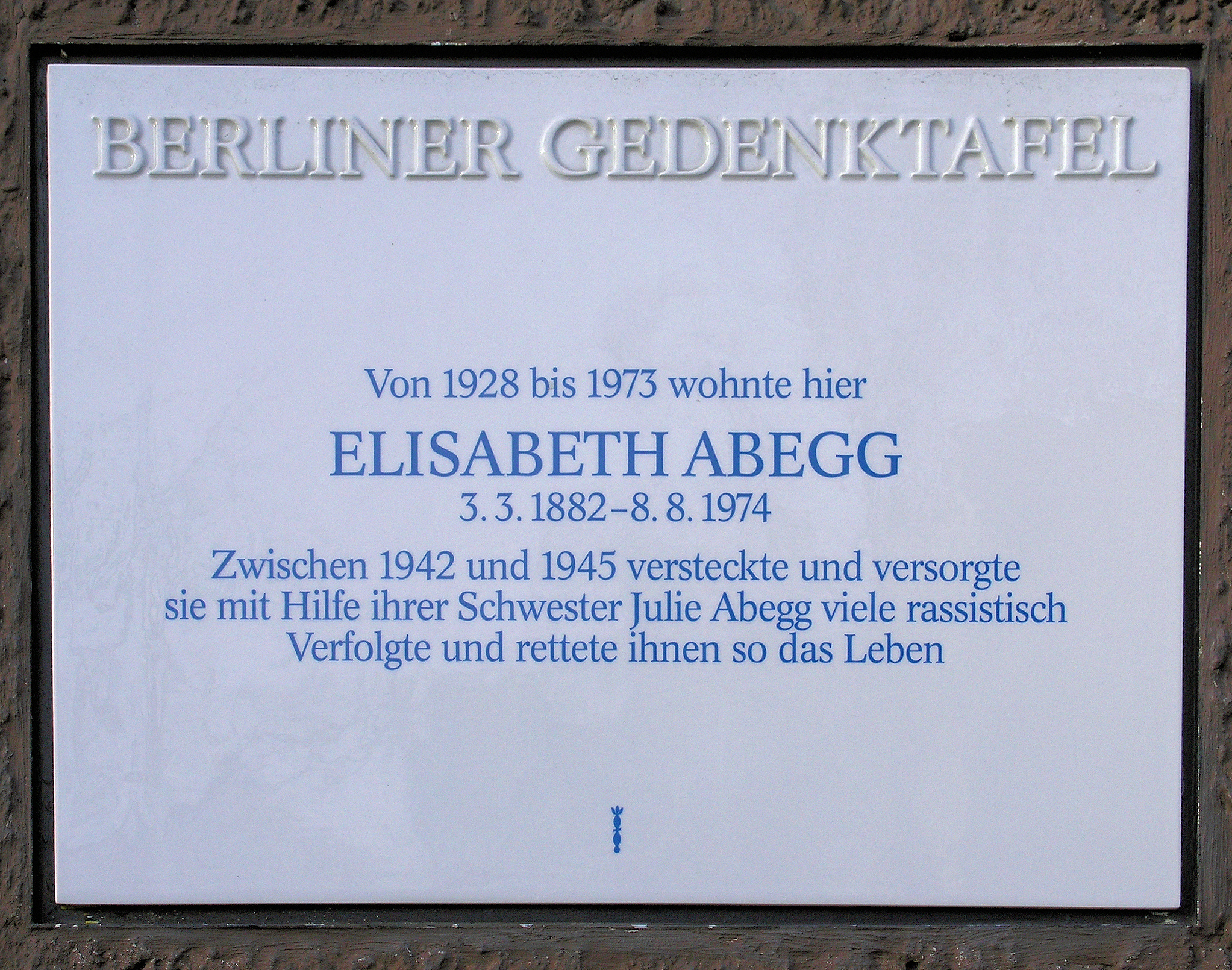
柏林滕珀爾霍夫的伊麗莎白·阿貝格紀念牌匾

第二次世界大戰後，阿貝格在柏林恢復教學工作。她成為德國社會民主黨成員，並積極參與貴格會團體。1957年，阿貝格在納粹大屠殺期間所拯救的一群猶太人出版了一本書，書名為《And a Light Shined in the Darkness》，以表達對她的敬意。他於1974年8月8日逝世，享年92歲。

## 榮譽
1957年，阿貝格獲得德意志聯邦共和國功績勳章。1967年，她被以色列猶太大屠殺紀念館認定為國際義人。1991年在她居住的滕珀爾霍夫社區設置了紀念牌匾，2006年柏林米特的一條街道Elisabeth-Abegg-Straße以她的名字命名。

## 來源
- Bernet, Claus (2006). Elisabeth Abegg. In: Biographisch-Bibliographisches Kirchenlexikon (BBKL). Vol. 26, Nordhausen: Bautz, ISBN 3-88309-354-8, Sp. 1–3
- Bender, Sara; Borut, Jakob; Fraenkel, Daniel; Gutman, Israel; eds. (2005). Lexikon der Gerechten unter den Völkern. Deutsche und Österreicher. Yad Vashem und Wallstein-Verlag, Göttingen, ISBN 978-3-89244-900-3
- Pereles, Liselotte (1984). Die Retterin in der Not. In: Kurt R. Grossmann: Die unbesungenen Helden. Menschen in Deutschlands dunklen Tagen. Berlin / Wien:Ullstein Verlag, ISBN 978-3-548-33040-2, pp. 85–93.